# أندري ديفياتكين
أندري ديفياتكين (بالروسية: Девяткин, Андрей Алексеевич)‏ Andrei Deviatkin (ولد في 7 أكتوبر 1980) لاعب شطرنج روسي يحمل لقب أستاذ كبير.

## ألقاب
- نال لقب أستاذ كبير عام 2008.

## إنجازات
- تعادل على المراكز من الأول للتاسع في دورة أراتوفسكي التذكارية في ساراتوف عام 2007، مع اللاعبين ألكسي فيديروف، فلاديمير بوتكين، ألكسي ألكساندروف، فياتشيسلاف زاخارتسوف، ألكسندر إفدوكيموف، دينيس خيسماتولين، إيفجيني توماشيفسكي، سيرغي أزاروف.
- تعادل على المراكز من الأول للثامن في دورة كابيل لاغراند المفتوحة للشطرنج عام 2008، مع اللاعبين غوغار غاشيموف، دافيد أروتينيان، سيرغي فيدورتشوك، كونستانتين تشيرنيشوف، يوري كريفوروتشكو، فاسيليوس كوترونياس، إروين لامي.
- تعادل على المراكز من الخامس للعاشر في كأس عمدة مومباي في عام 2009، مع اللاعبين تشاكرافارتي ديبان، غيورغي تيموشينكو، سوندار شيام، سيدالي لولداتشيف، شوكرات سافين.
- تعادل على المراكز من الأول للخامس في دورة تشيغورين التذكارية عام 2009، مع اللاعبين سيرغي فولكوف، أندري ريتشاغوف، هرانت ميلكوميان، تشو وي تسي.
- فاز بكأس دوبرل للشطرنج عام 2011 في كانبرا.

## تصنيف
- بلغ في تصنيف إيلو 2471 نقطة في يناير 2018.

## روابط خارجية
- أندري ديفياتكين على موقع الاتحاد الدولي للشطرنج (الإنجليزية)
- أندري ديفياتكين على موقع مباريات الشطرنج (الإنجليزية)
- أندري ديفياتكين على موقع 365Chess.com (الإنجليزية)
- أندري ديفياتكين على موقع Chesstempo.com (الإنجليزية)